# Houla
Hula (àrab: الحولة, al-Ḥūla) és una localitat siriana situada a la governació d'Homs en zona rebel des de 2011, al nord de la ciutat d'Homs. Un dels seus poblats, Taldau, (també escrit Teldo) es troba als afores de Houla.

## Massacre de 2012

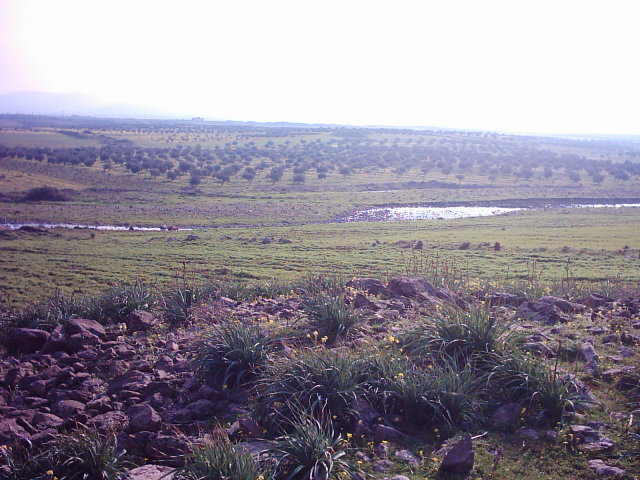
Cultiu d'oliveres a la Plana de Houla.

Al maig de 2012, en plena Guerra Civil Siriana, les localitats de Taldou i  al-Shoumarieh, a Houla, van ser escenari d'una massacre de grans proporcions, que va deixar 108 persones mortes i més de 300 ferits, molts dels quals eren nens i civils innocents. L'autoria de la matança no va ser aclarida, tot i que les potències internacionals van culpar ràpidament el govern sirià.
Diversos països, com Espanya, els Estats Units i Canadà, van optar per expulsar els ambaixadors siris dels seu país. Igual que en els freqüents enfrontaments entre l'Exèrcit Lliure de Sirià i l'exèrcit sirià. El 27 del mateix mes, observadors de Nacions Unides van confirmar almenys 108 morts, d'entre els quals hi havia 49 cadàvers de nens menors de 10 anys.